# Анисимово (Шекснинский район)
Анисимово — деревня в Шекснинском районе Вологодской области.
Входит в состав сельского поселения Ершовского, с точки зрения административно-территориального деления — в Ершовский сельсовет.
Расстояние по автодороге до районного центра Шексны — 28,5 км, до центра муниципального образования Ершово — 4,5 км. Ближайшие населённые пункты — Андруково, Квасюнино, Копосиха.
По переписи 2002 года население — 9 человек.